# Bordj El Kiffan
Bordj El Kiffan (in caratteri arabi: برج الكيفان) è una città dell'Algeria facente parte del distretto di Dar El Beïda, nella provincia di Algeri.